# University of Oregon
Die University of Oregon (UO) ist eine Volluniversität des Oregon University System und hat ihren Sitz in Eugene, Oregon. Sie wurde 1876 gegründet. An der Hochschule sind ca. 23.000 Studenten eingeschrieben. Die Hochschule ist Mitglied der Association of American Universities, einem seit 1900 bestehenden Verbund führender forschungsintensiver nordamerikanischer Universitäten.
Derzeitiger Präsident ist Richard W. Lariviere. Die Schulfarben sind grün und gelb.

## Geschichte

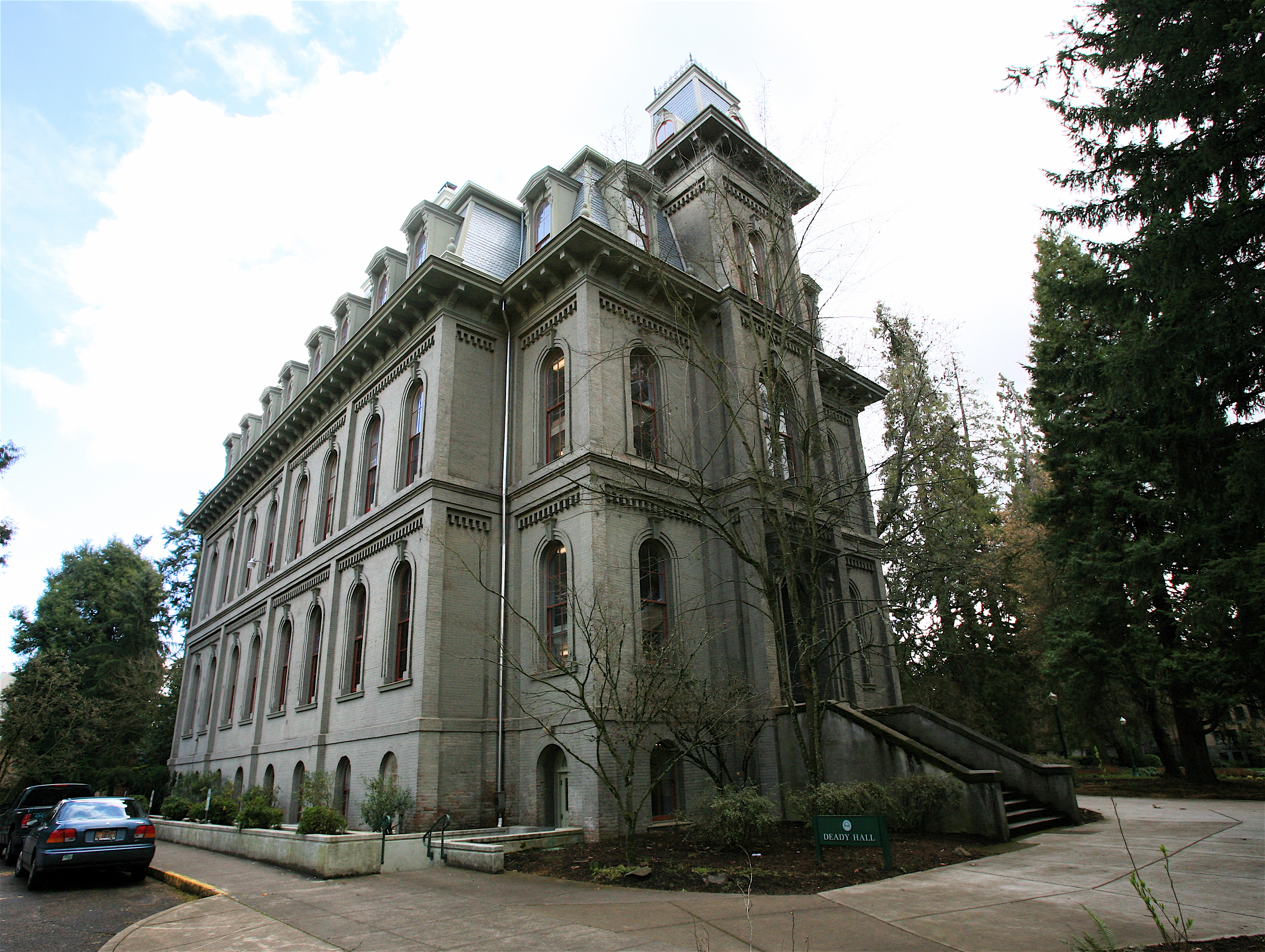
Deady Hall

Die Universität wurde 1872 nach einem Beschluss des Parlaments von Oregon gegründet. Der Lehrbetrieb begann 1876 mit fünf Dozenten und 155 Studenten. Das erste Gebäude der Universität, die 1876  errichtete historische Deady Hall, wurde am 11. April 1972 vom National Register of Historic Places mit der Nummer 72001082 in die Register aufgenommen. 1881 war die Universität derart verschuldet, dass sie geschlossen werden sollte. Zweimal, 1913 und 1932, war in Planung, die Universität mit der Oregon State University zu verschmelzen, beide Male jedoch erfolglos. 1969 erfolgte die Aufnahme in die Association of American Universities, einem seit 1900 bestehenden Verbund führender forschungsintensiver nordamerikanischer Universitäten.

## Campus

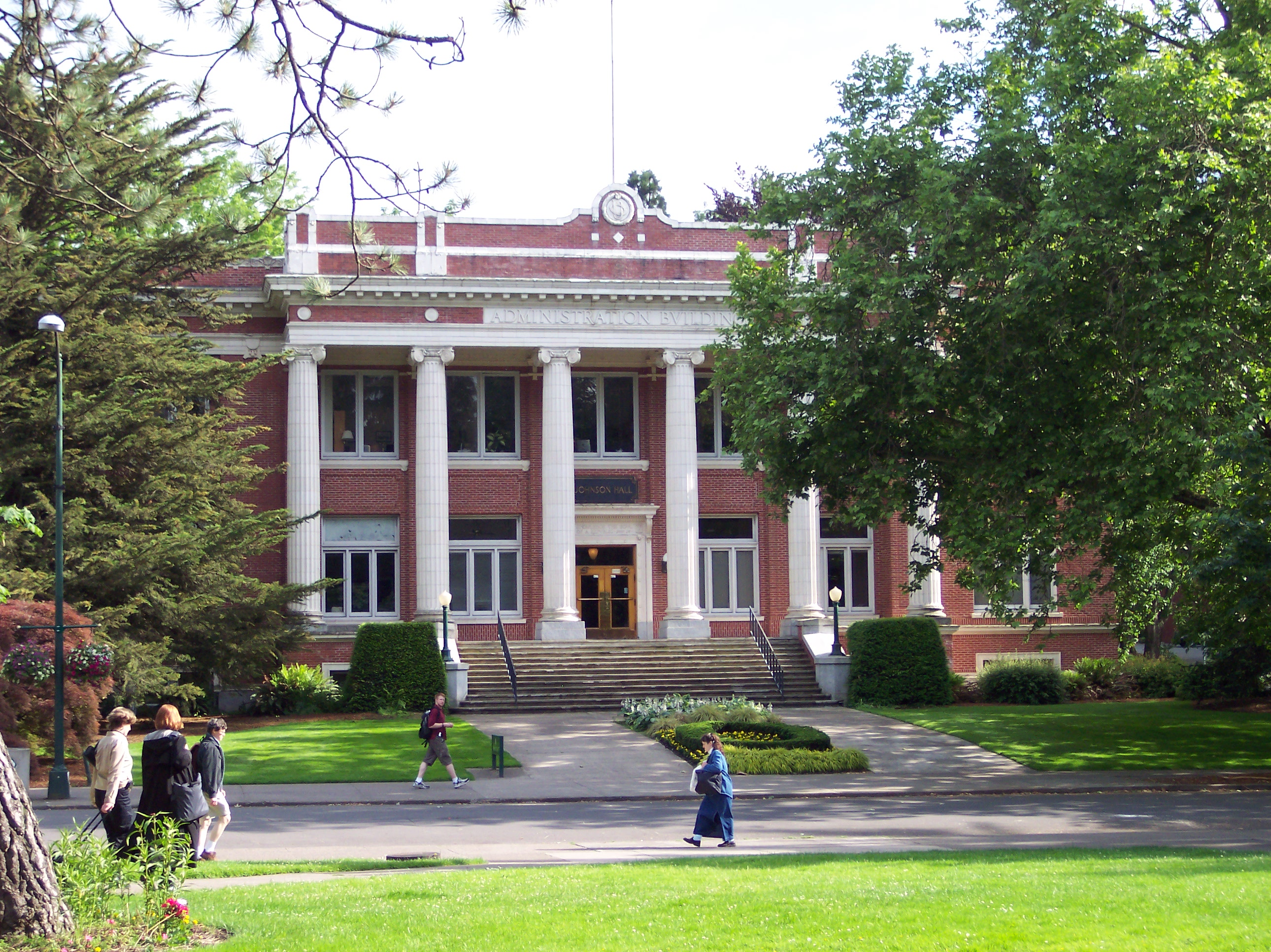
Johnson Hall

Der Campus der UO verfügt über 80 Gebäude sowie mehrere Sportanlagen.
Die Fläche beträgt 1,1 km². Im Park befinden sich über 500 verschiedene Baumarten. Während des Vietnamkrieges fanden hier zahlreiche Protestveranstaltungen statt.
Ende der 1960er Jahre erfolgte eine Neugestaltung des Campus. Studenten kämpften um Mitbestimmung auch bei der Umgestaltung der Universität. So wurden unter anderem Trampelpfade bewusst als Gestaltungsmittel eingesetzt. Die Universitätsleitung engagierte damals den Wiener Architekten Christopher Alexander. Nach seinem Plan wurde das Gelände zwischen den Universitätsgebäuden planiert und mit Rasen besät. Die nach Monaten entstandenen Trampelpfade wurden zu befestigten Wegen umgestaltet („Desire Lines“).

## Studenten
Von den 23.389 im Jahr 2010 eingeschriebenen Studenten waren 53 % Frauen und 47 % Männer. 2010 gab es 1750 internationale Studenten aus insgesamt 86 Ländern (7 % der Studentenschaft).

## Athletikabteilung

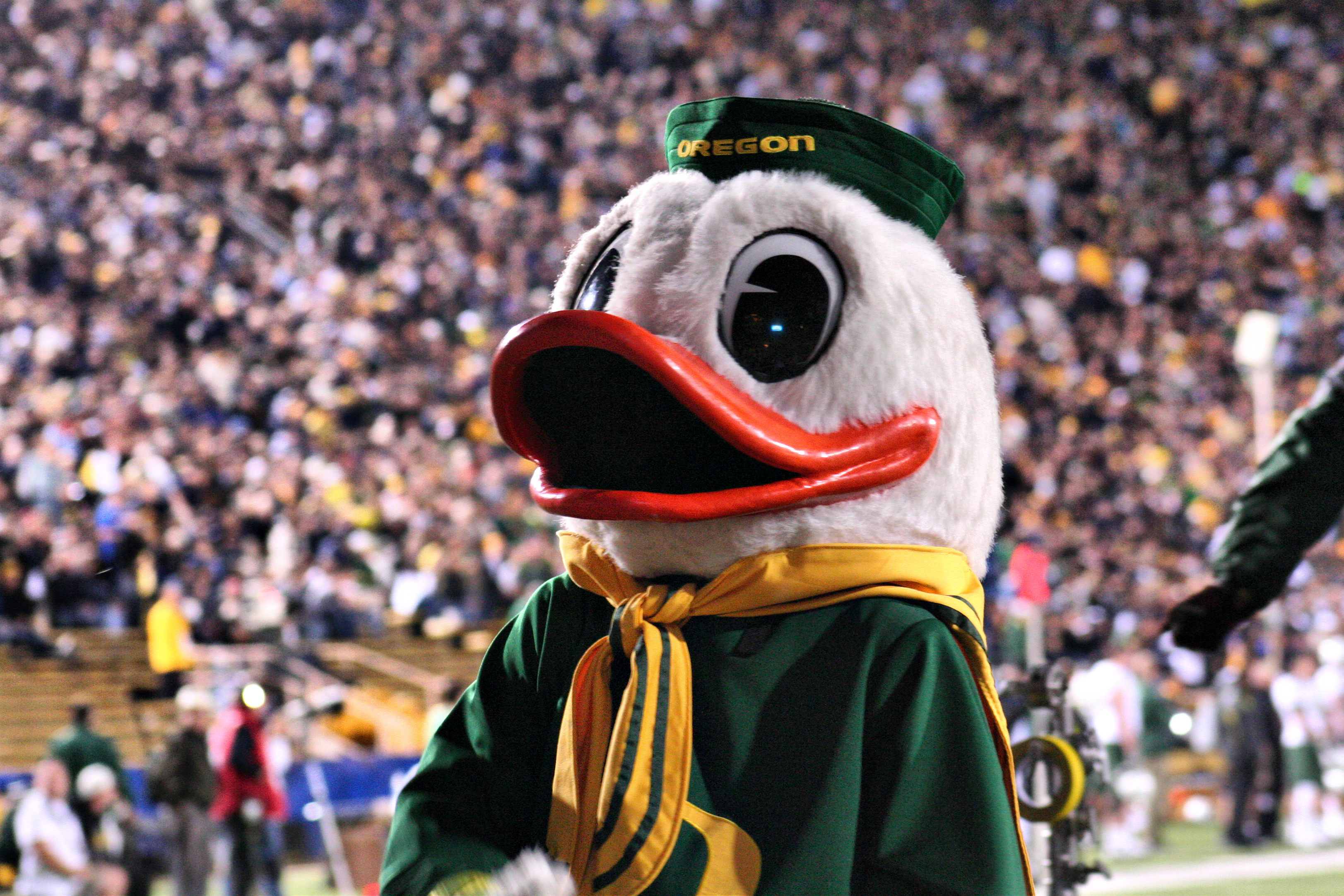
Maskottchen Oregon Duck

Das Sportteam der University of Oregon sind die Oregon Ducks. Ihr Maskottchen ist die Oregon Duck, die auf Donald Duck basiert. Die Universität gehört zur Pacific-12 Conference. Neben dem populären Football-Programm ist die University of Oregon eine renommierte Adresse für Track & Field. Das Leichtathletikstadion der University of Oregon ist das Hayward Field, auf welchem neben College-Meisterschaften jährlich das Diamond-League Meeting Prefontaine Classics, benannt nach Steve Préfontaine, stattfindet. Daneben werden, zuletzt im Jahre 2016, häufig die United States Olympic Track and Field Trials auf Hayward ausgetragen. 2022 finden dort auch die Leichtathletik-Weltmeisterschaften statt. Aufgrund der renommierten Leichtathletik-Historie trägt Eugene auch den Spitznamen Track-Town USA.

## Berühmte Absolventen
Film & Fernsehen
- Stephen J. Cannell (1941–2010) – Filmproduzent, Regisseur, Schauspieler, Autor
- Christopher Judge (* 1964) – Schauspieler
- Lindsay Wagner (* 1949) – Schauspielerin

Journalismus
- Konstantin Neven DuMont (* 1969) – Verleger

Literatur und Kunst
- Douglas R. Hofstadter (* 1945) – Autor
- Ken Kesey (1935–2001) – Autor
- Chuck Palahniuk (* 1962) – Autor
- Joe Sacco (* 1960) – Comiczeichner

Sport
- Kenjon Barner (* 1989) – American-Football-Spieler
- Bob Berry (1942–2023) – American-Football-Spieler
- LeGarrette Blount (* 1986) – American-Football-Spieler
- Bol Bol (* 1999) – sudanesischer Basketballspieler
- Chris Boucher (* 1993) – kanadischer Basketballspieler
- George Christensen (1909–1968) – American-Football-Spieler
- Ashton Eaton (* 1988) – Leichtathlet, Olympiasieger, Weltmeister und Weltrekordhalter
- Dan Fouts (* 1951) – American-Football-Spieler und Football-Kommentator
- Florian Hartenstein (* 1977) – Basketballspieler
- Justin Herbert (* 1998) – American-Football-Spieler
- Josh Huff (* 1991) – American-Football-Spieler
- Sabrina Ionescu (* 1997) – Basketballspielerin
- Marcus Mariota (* 1993) – American-Football-Spieler (Heisman-Trophy-Sieger 2014)
- Chris Miller (* 1965) – American-Football-Spieler
- Igor Olshansky (* 1982) – American-Football-Spieler
- Steve Prefontaine (1951–1975) – Leichtathlet
- Payton Pritchard (* 1998) – Basketballspieler
- Mel Renfro (* 1941) – American-Football-Spieler
- Galen Rupp (* 1986) – Leichtathlet, Olympiateilnehmer
- Satou Sabally (* 1998) – deutsche Basketballspielerin
- Werner Sonnenschein (1942–2017) – Leichtathlet
- Bryce Taylor (* 1986) – Basketballspieler
- Norm Van Brocklin (1926–1983) – American-Football-Spieler
- Claxton Welch (* 1947) – American-Football-Spieler
- Gary Zimmerman (* 1961) – American-Football-Spieler

Wirtschaft
- Philip Knight (* 1938) – Gründer von Nike